# László Benkő
László Benkő (ur. 12 czerwca 1943 w Szombathely, zm. 18 listopada 2020 w Budapeszcie)  – węgierski multiinstrumentalista, kompozytor, założyciel i wokalista zespołu Omega.
Ukończył studia na wydziale komunikacji Politechniki Budapeszteńskiej. Grywał w zespołach Universitas i Benkó Dixieland Band. W Omedze początkowo grał też na piszczałkach i perkusjonaliach. Wydał kilka płyt solowych, komponował muzykę filmową i teatralną.
Miał dwoje dzieci: Balázsa i Dóry.